# Origin (piattaforma di videogiochi)
Origin (precedentemente conosciuta come EA Downloader, poi EA Link infine EA Download Manager) è stata una piattaforma, sviluppata da Electronic Arts a partire da giugno 2011, per la distribuzione digitale, la gestione dei diritti digitali, del gioco multiplayer e della comunicazione tra utenti. La versione per macOS è stata lanciata l'8 febbraio 2013.
Nel software Origin sono presenti la gestione di un proprio profilo, una chat, la possibilità di invitare gli amici ad unirsi ad una propria partita multiplayer, lo sblocco degli obiettivi di gioco, lo streaming, la possibilità di condividere la propria libreria e l'integrazione con altri servizi come Steam, Xbox Live, PlayStation Network.
A settembre 2020, EA annunciò il suo piano di ritirare Origin a favore di un nuovo client desktop che avrebbe supportato i nuovi abbonamenti EA Play ed EA Play Pro; tutti i contenuti di Origin sono stati trasferiti al client EA Desktop una volta completato il rilascio. Il nuovo client, denominato EA app, è stato pubblicato il 7 ottobre 2022 per gli utenti Windows con una progressiva migrazione gli utenti esistenti su Origin.
L'app Origin è stata ritirata il 17 aprile 2025, a causa dell'interruzione del supporto da parte di Microsoft per i sistemi a 32 bit; EA ha raccomandato agli utenti di migrare all'app EA prima di tale data.
Il client Origin rimane disponibile per gli utenti che utilizzano macOS Mojave o versioni precedenti.

## Componenti

### Store Origin
Consente agli utenti di navigare e acquistare giochi dal catalogo di Electronic Arts. Invece di ricevere una scatola, un disco, o una CD Key, il software acquistato viene legato all'account Origin dell'utente e deve essere scaricato con il client Origin.
Origin garantisce la disponibilità del download per sempre dopo l'acquisto, ed il gioco può essere scaricato un numero infinito di volte.
Gli utenti possono anche aggiungere alcuni giochi EA al proprio account Origin utilizzando CD Key da copie acquistate in negozi fisici, e da copie digitali ottenute da altri servizi di distribuzione. L'aggiunta delle chiavi è limitata ai giochi dal 2009 in poi, chiavi più vecchie non verranno attivate anche se il gioco è presente su Origin, in questo caso l'utente deve contattare il supporto clienti.

### Client Origin
Il client Origin è un software con aggiornamento automatico, che consente agli utenti di scaricare giochi, pacchetti di espansione e patch di Electronic Arts. Il client è stato progettato per essere simile al suo concorrente, Steam. In Origin è possibile visualizzare l'elenco degli amici, con cui si può chattare, sia singolarmente che in gruppo.